# 滑铁卢村 (纽约州)
滑铁卢（Waterloo）是美国纽约州塞尼卡县的一个村。 2010年人口普查的人口为5,171人，现在是塞尼卡县人口最多的村。 这个村以比利时的滑铁卢命名，拿破仑曾在那里被击败。 它是塞尼卡县的主要县城，另一个是奥维德，是1822年建立的两郡制的一部分。大多数县级行政办公室位于村里。 因此，很多政治来源只列出了滑铁卢作为县城。
滑铁卢村大部分在滑铁卢镇内，但村庄的卡尤加-塞尼卡运河以南的部分位于费耶特镇，该村东南部的一小部分地区是塞尼卡福尔斯镇。 滑铁卢位于杰尼瓦东部，位于两个主要的五指湖塞尼卡湖和卡尤加湖之间。